# 県西総合病院

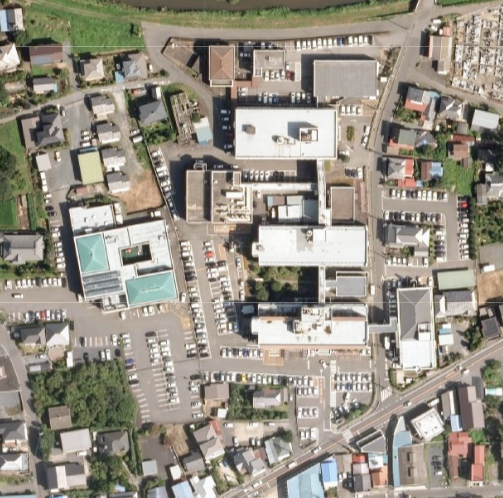
航空写真

県西総合病院（けんせいそうごうびょういん）は、茨城県桜川市に存在した病院であり、桜川市と筑西市の一部事務組合である県西総合病院組合が運営していた。2018年9月30日、筑西市民病院との統合による茨城県西部メディカルセンターの開院に向けて閉院。
茨城県の筑西・下妻保健医療圏における災害拠点病院であった。ただし、医師不足などの問題から、県の計画の下、同じ医療圏の公立病院である筑西市民病院との再編・ネットワーク化による整備が進められていた。

## 診療科
- 内科
- 小児科
- 外科
- 脳神経外科
- 整形外科
- 泌尿器科
- 眼科
- 皮膚科
- 産婦人科
- 耳鼻咽喉科
- 形成外科

## 医療機関の指定等
- 保険医療機関
- 救急告示医療機関
- 労災保険指定医療機関
- 指定自立支援医療機関（更生医療）
- 生活保護法指定医療機関
- 原子爆弾被害者医療指定医療機関
- 災害拠点病院

## 沿革
- 1950年（昭和25年）4月︰北那珂村診療所が開所
- 1957年（昭和32年）6月︰岩瀬町国保病院が開院
- 1967年（昭和42年）5月16日︰西茨城郡岩瀬町・真壁郡明野町・真壁町・大和村・協和町で県西総合病院組合を設立。
- 1968年（昭和43年）12月︰県西総合病院が開院。同時に付属明野診療所も開所。
- 1996年（平成8年）12月︰茨城県より災害拠点病院に指定
- 2018年（平成30年）9月30日︰筑西市民病院との統合のため閉院

## 交通アクセス

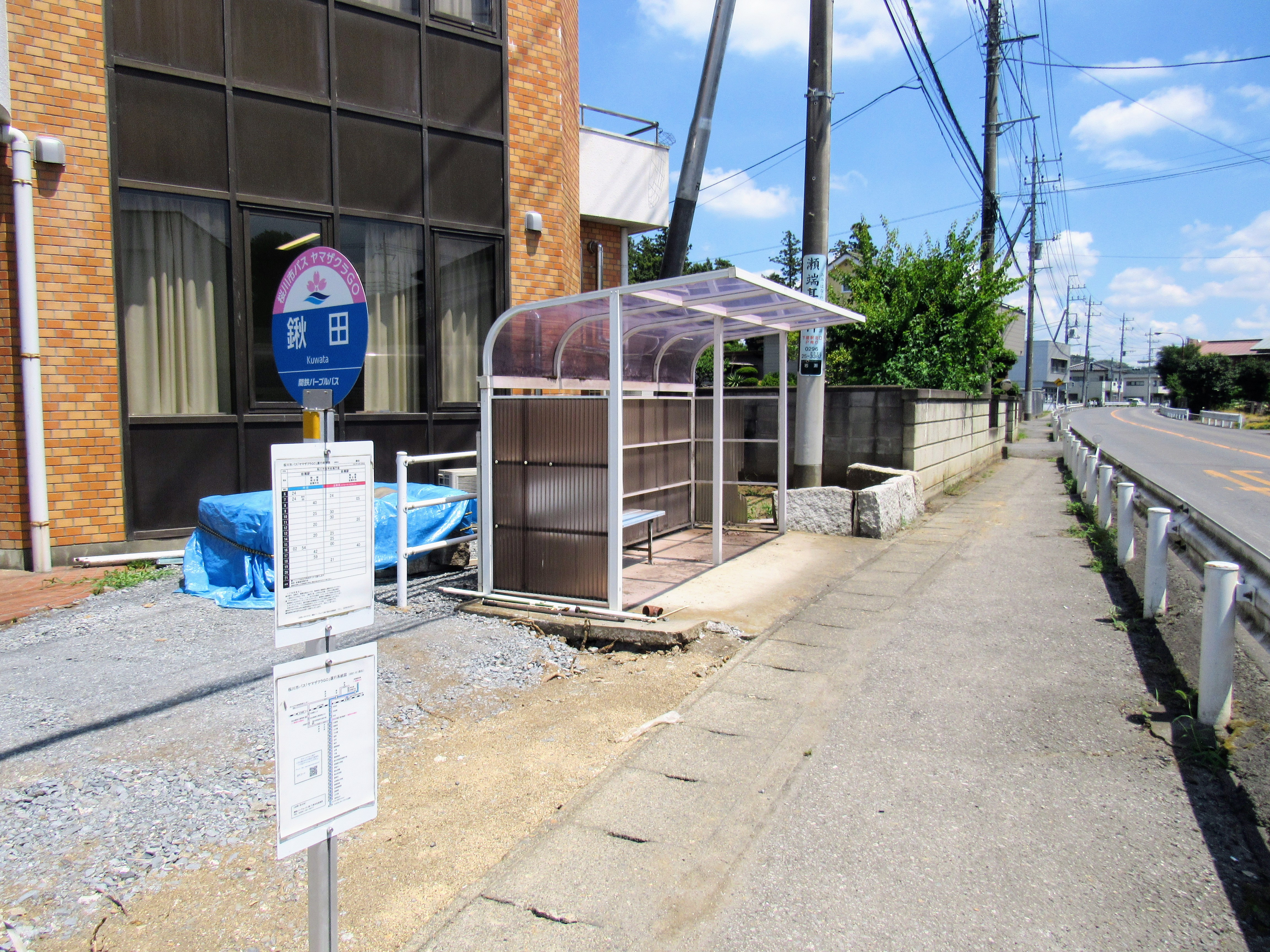
県西総合病院バス停（現：鍬田）

- JR東日本水戸線岩瀬駅下車、徒歩13分。